# Oratori de Sant Pius V
Oratori de Sant Pius V és un oratori de creu llatina coronat per una cúpula situat al municipi de Cadaqués, Alt Empordà. Està inclòs en l'Inventari del Patrimoni Arquitectònic de Catalunya.

## Descripció
Situat al sud del nucli antic de la població de Cadaqués, a uns 200 metres de la platja de Sant Pius V dins la badia de Sa Conca. Bastit damunt un petit replà elevat per sobre els curs de la riera del mateix nom.
L'oratori és un petit edifici de planta quadrada, cobert amb una cúpula molt prominent, coronada per una creu de ferro. A cada un dels costats hi ha àmplies arcades de mig punt que tenen grans lloses de pissarra travesseres, a manera de falses llindes, en el punt d'arrencada de cada arc. S'accedeix per l'arcada de ponent, totalment arrebossada i encalcinada, tot i que s'aprecia la construcció de rebles i morter. A l'interior hi ha un relleu esculpit en pedra calcària, força malmès: s'hi representa el papa Pius V aureolat i barbut, amb caputxa llevada i posició orant davant d'una creu posada entre dos petits xiprers. Aquests tres elements se sostenen sobre una mena de pedestal de formes sinuoses que creen dues volutes. En un extrem superior hi ha l'emblema papal de contorn apergaminat. La part inferior de la pedra era ocupada per una inscripció gravada, de cinc línies, força erosionada. Només s'interpreta clarament l'inici:"PIUS PAPA V,,,," i, de la resta, algunes lletres soltes.

## Història
Sant Piu Quint és el nom com es coneix un petit oratori dedicat a Sant Pius V, així com el rec que hi passa per sota, i la petita platja on desemboca.
No hem trobat dades en les recerques fetes, fins al moment, als arxius parroquial i municipal de Cadaqués sobre l'erecció de l'oratori. L'il·lustre i veterà historiador Josep Rahola i Sastre, especialista en temes monogràfics locals, ens manifesta que ell tampoc recorda haver trobat indicis durant els llargs anys que investiga als esmentats arxius.
Evidentment, l'oratori es construí amb posterioritat a la canonització de Pius V (any 1712); ho acabaria de confirmar el detall que la seva efígie sigui aureolada. Cal recordar que Pius V-el dominicà Antonio Ghisleri- fou el papa que patrocinà la coalició i la formació de l'esquadra aliada que vencé els turcs a Lepant (1571). El 7 d'octubre de 1571 els vaixells de la Santa Lliga vencien la flota turca a Lepant. La victòria cristiana suposà la fi de l'hegemonia turca a la Mediterrània. Així, no és d'estranyar la devoció que li reteren els cadaquesencs, tan castigats per la pirateria.
Ens preguntem si edificacions populars barroques de Cadaqués, com aquest oratori, la capella de St. Baldiri i, potser, el campanar de la parròquia, en les quals s'observa una molt possible influència oriental, són fruit dels viatges dels mariners de la vila per la parròquia.